# Petar Stipetić
Petar Stipetić (Ogulin, 1937. október 24. – Zágráb, 2018. március 14.) horvát tábornok, a Horvát Köztársaság fegyveres erői vezérkarának volt főnöke.

## Élete

### Ifjúkora
Petar Stipetić vezérkari tábornok 1937. október 24-én született Ogulinban, munkás-paraszti családban. Apja építkezéseken dolgozott, édesanyja pedig mezőgazdasággal foglalkozott. Ogulinban járt iskolába, és ott fejezte be az általános iskolát és a középiskolát. A középiskola elvégzése után 1956-ban ogulini érettségizettek egy csoportjával jelentkezett a Jugoszláv Néphadsereg (JNA) Katonai Főiskolájára kiírt pályázatra. A pályázatra egy vizuálisan nagyon vonzó, bizonyos előnyöket és – ami a legfontosabb – ingyenes oktatást kínáló életpálya ígérete vonzotta. A fiatal Petar Stipetić azért döntött a katonai pálya mellett, mert a Zágrábi Egyetem Építőmérnöki Karára való felvételi kísérlete kudarcot vallott. Nem kapott ösztöndíjat, szüleinek pedig nem volt pénzük tanulmányait finanszírozni. Bár nem számított rá, hogy felveszik, 1956-ban mégis beiratkozhatott a néphadsereg belgrádi Katonai Főiskolájára, amit 1959-ben hadnagyi rangban sikeresen elvégzett.

### A Jugoszláv Néphadseregben
Első beosztása a Jugoszláv Néphadsereg mérnöki ezredének szakaszparancsnoki tisztsége volt Trebinjében. Szakasza különféle építési munkákat végzett a dubrovniki repülőtértől a Zelengorán, Čvrsnicán, a Velebiten, és Boka Kotorskán át Brijuniig. Trebinjében három évig volt szakaszparancsnok. Szigorú volt, de igazságos, és soha nem gúnyolta ki a katonákat, mindig férfiasan közeledett a katonához, és a katonák becsülték ezért. 1967-ben Stipetićet, mint a JNA kiváló képességű tisztjét, a néphadsereg belgrádi Katonai Akadémiájára iskolázták be, ahol sikeres felvételi vizsgát tett, és 1969-ben kitüntetéssel diplomázott. Ezt követően Lovranba nevezték ki zászlóaljparancsnoknak, I. osztályú századosi rangban. 
A horvát tavasz idején, 1971-ben Lovranban szolgált. Egy évvel a határidő előtt őrnaggyá léptették elő, majd két év lovrani szolgálat után a JNA károlyvárosi mérnöki ezrede vezérkari főnökének nevezték ki. Stipetić egy hónapig maradt Károlyvárosban, majd ezredével Zágrábba helyezték. 1975-ben a JNA belgrádi katonai iskolájába küldték, ahol Petar Šimić tengernaggyal járt egy osztályába. Egy év múlva kitüntetéssel fejezte be az iskolát. Ezt követően a JNA károlyvárosi oktatómérnöki ezredének parancsnokává nevezték ki. Károlyvárosban nacionalista-defeatista magatartással vádolták meg, és a Horvát Kommunisták Szövetsége (SKH) utasítására eltávolították az ezredparancsnoki posztból.
Elbocsátása után a JNA Károlyvárosi Oktatóközpont Taktikai Tanszékének vezetőjévé nevezték ki. Másfél év után Stipetić kérte áthelyezését a Zágrábi Területvédelmi Parancsnokságra, a JNA tartalékos tiszti tanfolyamvezetői posztjára. 1979-tól töltötte be ezt a pozíciót. Ezt követően áthelyezték az 5. katonai körzet mérnökségére, majd katonai körzet helyettes parancsnoki tisztségére. Stipetić 1986-tól 1989-ig Zágráb város katonai parancsnoka, 1989-től pedig a JNA 5. Katonai Körzet Műveleti Osztályának főnöke volt. 1989-ben vezérőrnaggyá léptették elő.
Az 1991-es szlovéniai tíznapos háború alatt a Jugoszláv Néphadsereg vezérkari főnöke, Blagoje Adzić vezérezredes Zágrábba érkezve élesen bírálta a JNA 5. Katonai Körzetének tábornokait, azzal vádolva őket, hogy a szlovéniai konfliktushoz kapcsolódó parancsok végrehajtásakor hanyagul vezették a hadsereget. Nem sokkal ezután Stipetić tábornok úgy döntött, hogy kilép a JNA-ból, és csatlakozik a formálódó horvát hadsereghez (HV). Ekkor már kapcsolatban állt Martin Spegelj tábornokkal, aki akkoriban horvát védelmi miniszter volt.

### Tevékenysége a horvátországi függetlenségi háborúban
Stipetić 1991 szeptemberében a JNA 5. Katonai Körzet Műveleti Osztályának főnöki posztjáról távozott Franjo Tuđman horvát elnök meghívására a horvát hadsereghez, ahol azonnal a legmagasabb parancsnoki beosztások egyikébe osztották be. Vezérőrnagyi rangját megtartva Anton Tusnak a Horvát Köztársaság fegyveres erői vezérkari főnökének a helyettese lett. Stipetić tábornok egyike azon horvát tábornokoknak, akik konfliktusba kerültek Gojko Šušak védelmi miniszterrel, mert határozottan ragaszkodott saját nézeteihez, vagyis bizonyos döntések meghozatalában a megszerzett szakértelméhez. Stipetić tábornok szerint a HV már 1991-ben készen állt egy támadó hadműveletre. A Bilo-hegységben és a Papukon végrehajtott horvát katonai akciók az Otkos 10 hadművelettel kezdődtek, de a szarajevói fegyverszünet mindent megállított. 
1992 elején Ante Karić horvát biztost, Nikola Rendulić ezredest és Stipetić tábornokot Tuđman elnök parancsára Gospićba küldték, ahol a gospić-i helyzet miatti sorozatos kifogások miatt el kellett bocsátaniuk a 128. dandár parancsnokát, Mirko Norac tábornokot. Stipetić tábornok felolvasta Norac tábornoknak Tuđman elnök parancsát, hogy eltávolítja a parancsnoki posztból, és Nikola Rendulić ezredest nevezi ki a helyére, Norac tábornok azonban megtagadta a parancs végrehajtását. Miután visszatért Zágrábba, Stipetić tábornok tájékoztatta Tuđman elnököt, hogy Norac megtagadta a parancs végrehajtását, amire Tuđman elnök nagyon hevesen reagált, és megparancsolta embereinek, hogy oldják meg ezt, de semmi sem változott. 1992 júliusában Stipetić tábornok az Eszéki Katonai Körzet és a szlavóniai hadszíntér parancsnoka lett, ugyanazon év decemberében pedig a Zágrábi Katonai Körzet parancsnokává nevezték ki.
A Boszniai Szávamente (Bosanska Posavina) 1992-es elvesztése után Stipetić tábornok felszólította Bród városának politikai vezetését, hogy azonnal hagyjon fel a Posavinai operatív törzs vezetésébe való beavatkozással, aminek következtében a Boszniai Szávamente legnagyobb része elveszett. A tábornok nyílt árulásnak nevezte, hogy a városvezetés közvetlen befolyást gyakorolt a Horvát Nemzeti Gárda 108. dandárjára, amely ennek következtében Stipetić tábornok tudta és engedélye nélkül vonult vissza 1992. október 5-6-án a Száván át Bródba. Ez a hadszíntér horvát erőinek teljes széteséshez vezetett, és más egységek kivonását eredményezte. Stipetić a szerb erőket fegyverekkel, olajjal és lőszerrel való ellátására használt bosanska posavinai folyosó elvágásával nemcsak Bosznia-Hercegovinában, hanem Horvátország megszállt területein is meg akarta gyengíteni a szerb hatalmat. A folyosó átvágásáról azonban soha nem született politikai döntés, és amikor Stipetić kétszer is megpróbálta ezt megtenni, előbb megakadályozták és intézkedéseit szabotálták, másodszor pedig azonnal leváltották.
Stipetić tábornok állandó tagja volt annak a bizottságnak, amely az Egyesült Nemzetek Szervezete (ENSZ) békefenntartó erőivel és Horvátország megszállt területéről érkező szerb felkelőkkel tárgyalt. A Zágrábi Katonai Körzet parancsnokaként kezdetben nem ismerte a „Medaki zseb” hadműveletet, de tudatában volt következményeinek, például Sziszek és Károlyváros gyakori ágyúzásának, ami az ő illetékességi területéhez tartozott. Kezdetben a Medaki zseb hadműveletet kis léptékű műveletnek tekintette. 1993. szeptember 9-én, a Sziszek felé vezető úton a vezérkari főnöktől, Janko Bobetko tábornoktól parancsot kapott, hogy azonnal térjen vissza Zágrábba. Zágrábban Bobetko Tuđman elnök utasítására négy ENSZ-békefenntartó jelenlétében üdvözölte Stipetić tábornokot, és utasította, hogy írjon alá tűzszüneti megállapodást a hadművelet leállításáról és a horvát erők visszavonásáról. Amikor Stipetić megjelent Bobetkónál, hogy aláírja a megállapodást, Bobetko felhívta a figyelmét, hogy ő személyesen soha nem fogja aláírni, mire Stipetić dühösen azt válaszolta, hogy „miféle ember vagy te, aki olyan parancsot ad, amit maga nem tenne meg”. Ezután Bobetko utasítására Gospićra indult, ahol a szerződést alá kellett volna írnia. Amikor Gospićba érkezett, nem tetszett neki a katonák reakciója, ami nem lepte meg, ezért arra kérte Rahim Ademi tábornokot, hogy nyugtassa meg őket, mire Mladen Markac tábornok azt mondta neki, hogy ne jöjjön a szektorába, mert emberei dühükben megölhetik.
Kevesen tudják, hogy Stipetić tábornok volt az első horvát tiszt, aki horvát egyenruhában sétált át a szerb felkelők ellenőrizte Knin városán. A két békeközvetítő, David Owen és Thorvald Stoltenberg által vezetett knini megbeszéléseken a horvát tárgyalódelegációban a hadsereg képviselőjeként Stipetić tábornok és Josko Morić belügyminiszter-helyettes vett részt. Ők ketten megállapodtak abban, hogy horvát díszegyenruhában érkeznek Kninbe, amelyen rajta lesz az összes kapcsolódó horvát jelkép, beleértve a kitüntetéseket is. A lépés bosszantotta Owent, aki rögtön a tárgyalások kezdetén megjegyezte, hogy normálisak-e, hogy horvát egyenruhában jöttek Kninbe.
Stipetić tábornok 1994 augusztusáig volt a Zágrábi Katonai Körzet parancsnoka, amikor leváltották, és minden átmenet nélkül a vezérkarhoz vezényelték. 1995. május 19-én vezérezredessé léptették elő. A „Bljesak” (Villám) hadművelet idején, 1995-ben Stipetić az Ógradiska-Okucsány vonalon végrehajtott műveletek koordinátora volt. Az „Oluja”  (Vihar) hadművelet tervének kidolgozása során Stipetić a vezérkari főnök helyetteseként szolgált, és aktívan részt vett a terv kidolgozásában. 1995. augusztus 3-án a horvát küldöttség tagja volt Genfben a Milan Babić-csal és más szerb vezetőkkel folytatott tárgyalásokon. Stipetićnek az volt a feladata, hogy oly módon zárja le ezeket a tárgyalásokat, hogy a szerbek egyezzenek bele a békés reintegrációba és cserébe széles körű autonómiát kapnak. Miután a szerb vezetés megtagadta a békés reintegrációt, Tuđman elnök a Vihar hadművelet elindítása mellett döntött. A vezérkari főnök, Zvonimir Červenko tábornok utasítására Stipetić tábornokot jelölték ki a Keleti Védelmi Szektor parancsnoki posztjára. Augusztus 5-én reggel Tuđman elnök felhívta Stipetićet, és elrendelte, hogy Ivan Basarac tábornoktól a művelet késése miatt vegye át a Petrinya melletti északi szektor irányítását. Stipetić figyelmeztette Tuđman elnököt, hogy a hadművelet során nem tanácsos a parancsnokot lecserélni, de Tuđman elnök ragaszkodott hozzá, mondván: „Te katona vagy, és ez egy parancs”, majd azt mondta neki, hogy helyre kell állítania a rendet a csatatéren.
Augusztus 6-án Stipetić tábornok a korábbi tervek szerinti támadást rendelt el az egész hadszíntéren. Az eredmény az lett, hogy a horvát hadsereg másnap reggel, augusztus 7-én behatolt Petrinyába, majd dél körül Kostajnicába, este pedig Glinába is. Glina felszabadítása után az ENSZ-tábornokok azzal a hírrel fordultak Stipetić tábornokhoz, hogy a szerb erők megadják magukat és meg akarták állítani a horvátok előrenyomulását. Stipetić nem hitte el a hírt, és csak az egységek haladásának lassítását rendelte el. A szerb erők megadásáról augusztus 8-án 10 órakor állapodtak meg az ENSZ glinai bázisán. Mivel azonban a szerb erők képviselői akkor nem jelentek meg, Stipetic tábornok azzal fenyegetőzött, hogy 13 órakor megkezdi a tüzérségi előkészületeket egy újabb támadásra, bár a Stipetić parancsnoksága alatt álló egységek ekkor már behatoltak Dvorba. A szerb erők 21. „Kordun” hadteste augusztus 8-án 14 órakor megadta magát. A megadásról szóló dokumentumot összeállítva Stipetić azt javasolta a szerb parancsnoknak, Čedo Bulat ezredesnek, hogy a Szerbiába vezető úton távozni akaró civilek oszlopban haladjanak elől, és a magukat megadó katonák képezzék vonuló emberek hátvédjét. Bulat ezredes azonban nem hallgatott Stipetic tábornok tanácsára, hanem szigorúan követte a belgrádi utasításokat, és úgy döntött, hogy először kivonja a hadsereget és a tiszteket, és hagyja, hogy az emberek maradjanak hátra. Stipetić erre úgy reagált, hogy azt mondta Bulatnak, hogy tegyen, amit akar, de nyilvánvalóan nincs tudatában az előtte álló történelmi felelősségnek.
A „Vihar” hadművelettel egyidőben befejeződött Bihács három éve tartó ostroma is, amelyet a Bosznia-Hercegovinai Köztársaság Hadserege Atif Dudaković parancsnoksága alatt álló 5. hadtestével együtt folytattak. Dudaković Bihács határában a horvát hadsereg tagjait köszöntve kijelentette: „A Vihar hadműveletre éppúgy szükségünk volt, mint Horvátországnak”. A „Vihar” hadművelet után Stipetić tábornok 1995. augusztus 10-én visszatért Zágrábba, ahol a vezérkaron belül új beosztásba nevezték ki. Bár ő volt a „Vihar” hadművelet északi szektorának parancsnoka, Stipetić tábornok soha senkinek nem tett jelentést a műveletben való részvételéről. Amikor nyugdíjba vonult, átadta az erről szóló jegyzőkönyvet a Horvát Köztársaság Honvédelmi Minisztériuma levéltárának.

### A háború utáni tevékenysége
2000. március 10-én Stjepan Mesić elnök Stipetić tábornokot nevezte ki a vezérkari főnöknek, aki ezt a pozíciót 2003. január 16-ig töltötte be. 2001-ben a hágai Nemzetközi Törvényszék (ICTY) nyomozói gyanúsítottként kívánták meghallgatni Stipetić tábornokot. Amikor Stipetić megkapta az idézést, azonnal beleegyezett, bár Goran Granic miniszterelnök-helyettes folyamatosan agitálta, hogy ne siessen. Stipetićet két napon át, összesen több mint 12 órán keresztül hallgatták ki. A hágai nyomozók a horvátországi háborúval kapcsolatos számos részletre kívántak fényt deríteni, különösen a „Medaki zseb”, a „Villám” és a „Vihar” kulcsműveletekkel kapcsolatban. Nevét először 2000 novemberében emlegették a bírósági nyomozási cselekmények kapcsán. Kétnapos kihallgatás után egy rövid nyilatkozatában kijelentette, hogy a nyomozók tisztességesek és elégedettek voltak a hágai törvényszék nyomozóival folytatott tárgyalásokkal. Stipetić és Tus tábornok volt az a két JNA parancsnok, akit távollétében Belgrádban árulással és dezertálással vádoltak. 1998. szeptember 8-án Stipetić tábornokot Ogulin város díszpolgárává, 2012. augusztus 2-án pedig Glina város díszpolgárává nyilvánították.

## Fordítás
Ez a szócikk részben vagy egészben  a   Petar Stipetić című horvát Wikipédia-szócikk ezen változatának fordításán alapul.  Az eredeti cikk szerkesztőit annak laptörténete sorolja fel. Ez a jelzés csupán a megfogalmazás eredetét és a szerzői jogokat jelzi, nem szolgál a cikkben szereplő információk forrásmegjelöléseként.